# Peter e Wendy
Peter Pan. Il bambino che non voleva crescere (Peter Pan; or, the Boy Who Wouldn't Grow Up), comunemente abbreviata in Peter Pan, è l'opera più celebre di J. M. Barrie, uscita in forma di pièce teatrale nel 1904 e poi di romanzo nel 1911 con il titolo Peter e Wendy (Peter and Wendy), spesso esteso in Peter Pan e Wendy (Peter Pan and Wendy). Entrambe le versioni raccontano la storia di Peter Pan, un bambino fatato con l'abilità di volare che non vuole diventare grande e le sue avventure sull'Isola che non c'è (Neverland), assieme alla sua amica Wendy e ai suoi fratelli John e Michael, i Bambini Perduti (Lost Boys) e la fata Campanellino (Tinker Bell), la principessa indiana Giglio Tigrato (Tiger Lily) e infine il pirata Capitan Giacomo Uncino (James Hook).
Sia l'opera teatrale sia il romanzo si ispirano all'amicizia tra l'autore e i bambini Llewelyn Davies; Barrie continuò a rivedere la trama della storia per anni, dopo il suo esordio in teatro, e il romanzo riflette una delle sue versioni successive.
La piece ha debuttato a Londra il 27 dicembre 1904 con Nina Boucicault, figlia del drammaturgo Dion Boucicault, nel ruolo di protagonista. Una produzione di Broadway fu realizzata l'anno successivo con protagonista Maude Adams, poi ripreso con altre attrici tra cui Marilyn Miller ed Eva Le Gallienne. L'opera ha vissuto da allora in poi adattamenti come pantomime, musical, special televisivi e infine diversi film, tra cui uno muto del 1924; il lungometraggio animato della Disney è del 1953,  il film più fedele è datato 2003, mentre lo scorso adattamento viene distribuito su Disney+ nella primavera 2023. Riguardo alla musica è importante citare l'album basato sul romanzo di Edoardo Bennato Sono solo canzonette e l'album Peter Pan di Ultimo.
Il romanzo è stato pubblicato per la prima volta nel 1911; il libro originale contiene un frontespizio e 11 illustrazioni dell'artista Francis Donkin Bedford. La sceneggiatura dell'opera teatrale, che Barrie aveva continuato a rivedere fin dalla sua prima esecuzione, è stata pubblicata nel 1928.

## Trama

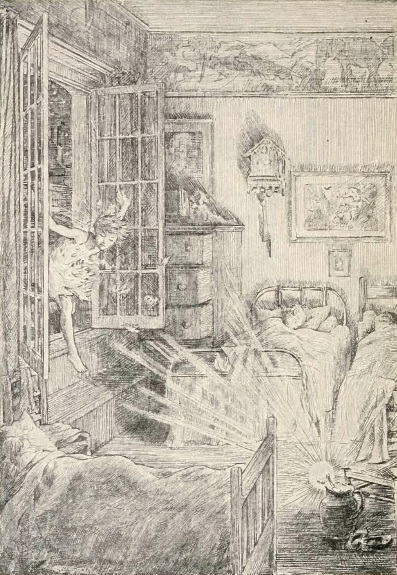
Peter Pan entra nella camera da letto dei piccoli Darling, in cerca della sua ombra.

Anche se il personaggio di Peter Pan era già apparso in precedenza nel racconto del 1902 L'uccellino bianco, la storia qui raccontata è sostanzialmente diversa e riguarda anche un Peter Pan diverso, preadolescente e che sa volare, la versione che è stata poi accolta nelle successive opere e che ha preso piede nella cultura popolare.
Peter fa visita ogni notte nel quartiere londinese di Bloomsbury, alla casa della famiglia Darling, e ascolta di nascosto attraverso la finestra aperta la signora Mary Darling che racconta le fiabe ai figli per farli addormentare. Una notte, Peter viene scoperto e, mentre cerca di scappare, perde la sua ombra quando Nana, il cane che è la tata dei bambini, gliela ruba afferrandola con i denti. Nella confusione del momento, l'ombra viene rinchiusa in un cassetto.
Pochi giorni dopo, Peter e la sua fata Campanellino ritornano in casa Darling per recuperare l'ombra, svegliando accidentalmente Wendy, la figlia di Mary. La bambina aiuta Peter a ricucire l'ombra ai suoi piedi per tenergliela attaccata. In seguito a ciò, il bambino le racconta il suo passato: quando era neonato, ha sentito i suoi genitori dire che un giorno sarebbe cresciuto, ma Peter non voleva, scappò di casa e andò nei Giardini di Kensington, visse con le fate e poi andò all'isola che non c'è, per rimanere sempre bambino. Un giorno tornò a casa e scoprì che i suoi genitori avevano chiuso le finestre e che nel suo letto c'era un altro bambino. Dopo questo, Peter scopre che Wendy conosce molte "storie della buona notte". Così la invita all'Isola che non c'è per far da madre adottiva alla sua banda, i Bambini Perduti, che sono "bambini caduti dalle carrozzine quando le tate non stavano guardando. Se nessuno viene a reclamarli entro sette giorni, vengono mandati nell'Isola che non c'è".
Wendy acconsente e così, assieme ai fratellini John e Michael, parte assieme a Peter alla volta dell'isola e insegna loro a volare con l'aiuto della polvere magica di Campanellino, che funziona quando hanno pensieri felici. Il viaggio verso l'isola che non c'è dura diversi giorni. Viene descritto come i bambini abbiano difficoltà a dormire durante il volo e di come rubino il cibo dal becco degli uccelli per potersi nutrire.
Arrivati sull'Isola che non c'è, i pirati separano i bambini volanti sparandogli con un cannone. Il malvagio capo dei pirati è Capitan Uncino, che prende il nome dall'uncino di ferro che ha sostituito la sua mano destra, che Peter gli ha tagliato in uno scontro precedente. Da allora, Uncino è braccato dal coccodrillo che gli ha mangiato la mano e sogna di mangiarlo per intero. Il coccodrillo ha anche ingoiato una sveglia e il suo ticchettio permette al capitano di capire quando è vicino, riuscendo a salvarsi. Poco dopo, Wendy viene colpita al cuore da Tootles, uno dei Bambini Perduti, perché Campanellino è gelosa di lei e ha ingannato Tootles facendogli credere che sia un uccello. Wendy sopravvive miracolosamente perché protetta da un bottone a forma di ghianda, regalatole da Peter, che lei ha indossato come ciondolo. Scoperto l'inganno, Campanellino viene esiliata per una settimana e, in attesa che Wendy riprenda le forze, Peter e la sua banda costruiscono intorno a lei una piccola casa dove possa stare a suo agio, mentre i suoi due fratellini divengono presto parte dei Bambini Perduti e iniziano a dimenticare i loro genitori e la loro casa.
Peter invita Wendy nella sua casa sotterranea e lei si abitua subito al ruolo di figura materna. Peter conduce Wendy e i suoi fratelli in diverse avventure, la prima delle quali è davvero pericolosa e avviene nella Laguna delle Sirene. Lì, Peter e i Bambini Perduti scoprono dei pirati che vogliono annegare la principessa Giglio Tigrato, figlia del capo nativo, e si ritrovano coinvolti in una battaglia contro i pirati. Impersonando la voce di Uncino, Peter ordina ai pirati di lasciare andare la principessa. Mentre Wendy si allontana con i ragazzi, Peter viene ferito dall'uncino del capitano, ma quest'ultimo è costretto alla ritirata quando sopraggiunge il coccodrillo. Intanto Peter crede di morire, giacendo indifeso su uno scoglio mentre la marea sta salendo, ma vede la morte come "una grande avventura". Fortunatamente, un uccello gli permette di usare il proprio nido come fosse una barca e così si salva.
In segno di gratitudine per aver salvato Giglio Tigrato, la sua tribù veglia sulla casa di Peter in attesa del prossimo attacco dei pirati. Nel frattempo, Wendy inizia a innamorarsi di Peter e gli chiede che tipo di sentimenti egli provi nei suoi confronti, e questi le assicura che egli è come un suo figlio affezionato. Un giorno, mentre sta raccontando ai bambini delle storie, a Wendy tornano in mente i suoi genitori e decide così di tornare a casa con i fratelli. Sfortunatamente, e all'insaputa di Peter, Capitan Uncino massacra gli indiani di guardia violando le regole di guerra dell'isola, rapisce i Bambini mentre escono dal nascondiglio e avvelena la "medicina" di Peter mentre dorme.
Quando Peter si sveglia, apprende da Campanellino che Wendy e gli altri sono stati rapiti e, per compiacere Wendy, sta per bere la sua medicina. La fata non ha il tempo per avvertirlo del veleno, così lei lo beve lei stessa. Quando è sul punto di morire, dice che potrebbe essere salvata se i bambini credessero nelle fate. Peter si rivolge al pubblico e supplica per ottenere la compassione dei bambini che credono ancora nelle fate, salvando Campanellino.
Durante il tragitto per salvare i Bambini, Peter incontra il coccodrillo con la sveglia e decide di imitare il suo ticchettio per terrorizzare Uncino quando sta per giustiziare i ragazzi. Mentre i pirati sono alla vana ricerca del coccodrillo, Peter si intrufola nella cabina in cui sono tenuti prigionieri i suoi amici e li libera. La battaglia finale contro i pirati è presto vinta e Uncino viene fatto cadere nella bocca del coccodrillo, mentre gli altri pirati muoiono o scappano. Peter prende il controllo della nave e naviga per tornare a Londra, dove il signor e la signora Darling ormai non hanno più speranza di rivedere i figli.
Prima che Wendy e i suoi fratelli arrivino a casa, Peter li precede e cerca di chiudere la finestra in modo che Wendy pensi che sua madre si sia dimentica di lei. Tuttavia, quando vede la signora Darling addolorata per la mancanza di Wendy, lascia la finestra aperta e vola via. I fratelli si riuniscono ai loro genitori, che accettano di adottare i Bambini Perduti. Peter torna brevemente e incontra la signora Darling, che si offre di adottarlo, ma Peter preferisce tornare all'isola che non c'è, temendo di dover diventare adulto. La storia implica inoltre che Mary conoscesse Peter da bambina. Nonostante il rifiuto di farsi adottare, Peter promette di tornare da Wendy e di portarla all'isola che non c'è per una settimana ogni primavera. La conclusione vede Wendy che guarda fuori dalla finestra e prega rivolta al cielo affinché Peter non la dimentichi.

### Un ripensamento
Spinto dal produttore Charles Frohman, Barrie scrisse un ulteriore epilogo intitolandolo "When Wendy Grew Up – An Afterthought", cioè "Quando Wendy crebbe - un ripensamento", andato in scena nella stagione 1907-1908, e pubblicato poi nel libro in prosa "Peter e Wendy".
In questo episodio Peter torna da Wendy anni più tardi, trovandola oramai cresciuta e con una figlia, Jane. Quando scopre che Wendy crescendo l'ha tradito, Peter invita Jane a diventare sua madre. E Wendy spera che Jane abbia da grande una figlia femmina, per continuare a dare un'amica e una madre a Peter mentre lui rimarrà bambino.
L'epilogo scritto per l'opera teatrale e quello per il romanzo mostrano delle differenze. Nell'opera teatrale vengono date più informazioni sulla vita di Nana dopo il ritorno dei piccoli Darling a casa, ed è ancora viva e dorme sul letto di John. Nel romanzo Nana è già morta di vecchiaia e non viene raccontato quasi nulla della sua vita. Nel letto di John dorme la nuova tata che bada a Jane sei giorni su sette. Nel romanzo si fa cenno inoltre al fatto che anche Jane avrà una figlia e che anche essa farà compagnia a Peter durante la settimana di pulizie di primavera. Questa figlia si chiama Margaret, che nella realtà è una bambina amica dello scrittore, che ha avuto un ruolo importante nella stesura del personaggio di Wendy oltre che nell'attribuzione del suo stesso nome: Margaret, riferendosi all'amico Barrie, una volta lo chiamò "my friendly" ("il mio amichevole)" ma, non essendo in grado di pronunciare bene la R, le uscì "fwendy".

## Personaggi

### Peter Pan
È uno dei protagonisti dell'opera teatrale e del romanzo. Nel romanzo viene descritto come un bambino che ancora ha i denti da latte; indossa abiti fatti di gocce di resina e foglie (foglie secche nell'opera teatrale, scheletri di foglia nel romanzo) e suona il flauto di Pan. L'unica sua vera preoccupazione è quella di non voler crescere. Vuole molto bene a Wendy, ma la vede solamente come una figura materna, in opposizione quindi ad un amore romantico. Barrie ha attribuito a questo fatto "il dilemma del suo vero essere".

### La Famiglia Darling
La casa dei Darling è situata a Bloomsbury, Londra.
- Wendy Darling – Wendy è la figlia maggiore dei Darling, ed uno dei protagonisti del romanzo. Ama l'idea di potersi occupare dei lavori di casa e raccontare storie ai bimbi, così come quella di diventare una madre. Wendy è spesso chiamata "madre" dai Bambini Perduti. Specularmente Peter verrà considerato come "padre" all'interno del gruppo, anche se quando Wendy chiederà che cosa lei sia per lui, Peter risponderà "una madre". Pur non riservando alcun particolare rancore per Campanellino, Wendy viene continuamente bistrattata dalla stessa, arrivando una volta a tentare persino di ucciderla. Alla fine del romanzo, quando sarà cresciuta e sposata, darà alla luce una figlia (Jane), che a sua volta darà alla luce un'altra figlia (Margaret), entrambe torneranno a fare da madre a Peter, continuando quindi il ciclo (al cui centro sta Peter Pan).
- John Darling (Gianni) – John è il secondogenito. Va d'accordo con Michael ma litiga spesso con Wendy. È affascinato dai pirati, arrivando quasi a cedere alla tentazione di unirsi alla ciurma di Capitan Uncino sotto il nome di "Jack Testarossa". Il personaggio di John è stato ispirato da Jack Llewelyn Davies.
- Michael Darling (Michele) – Michael è il fratello più piccolo. Ha all'incirca cinque anni. Il personaggio ha ereditato il suo nome da Michael Llewelyn Davies, tragicamente suicidatosi in un lago ghiacciato insieme al suo amico del cuore, perché scopertosi omosessuale[6].
- Mr. and Mrs. Darling – George e Mary Darling sono i tipici genitori che amano i propri figli. Mr. Darling è un uomo borioso e spaccone della "City", ma con un buon cuore. Mrs. Darling viene descritta come una bella donna, gentile e amorevole. Mr. Darling è stato chiamato come il maggiore dei figli di George Llewelyn Davies (conosciuto anche con lo pseudonimo di David in L'uccellino bianco e Peter Pan nei Giardini di Kensington[6]), mentre Mrs. Darling è stata chiamata Mary come Mary Ansell, la moglie di Barrie.[7] Le loro personalità furono ispirate rispettivamente da Arthur e Sylvia Llewelyn Davies[8].
- Nana – Nana è un terranova assunta come tata da parte dei Darling. Nel romanzo questo curioso fatto viene spiegato dalle ristrette finanze della famiglia. Nana non parla o non fa nulla che vada oltre le capacità fisiche di un normale cane, ma si atteggia come una vera e propria tata dedita al suo incarico e alle sue responsabilità. Barrie ha basato la scrittura del personaggio sul suo cane Porthos, anche esso terranova, insieme al quale era solito fare le sue passeggiate nei Giardini di Kensington.
- Liza – è la domestica dei Darling. Ha un ruolo limitato e marginale all'interno della storia. Nell'opera teatrale, durante l'atto conclusivo, Liza deciderà di diventare la madre di uno dei Bambini Perduti, Slightly (Piumino). Questo fatto non è presente nel romanzo.
- Jane – è la figlia di Wendy e compare solo nell'ultimo capitolo del romanzo. È molto piccola ed ha un carattere simile alla madre, e anche lei è affascinata dai racconti di Peter Pan , tanto da sapere la storia della famosa fuga meglio che sua madre. Anche lei partira con Peter Pan verso l'Isola Che Non C'è. Jane avrà una figlia di nome Margaret che a sua volta in futuro avrà una figlia di nome Moira, che Peter Pan continuerà a portare nel suo mondo fantastico, in modo da non sentirsi mai solo nella sua eterna giovinezza.

### Bambini Perduti

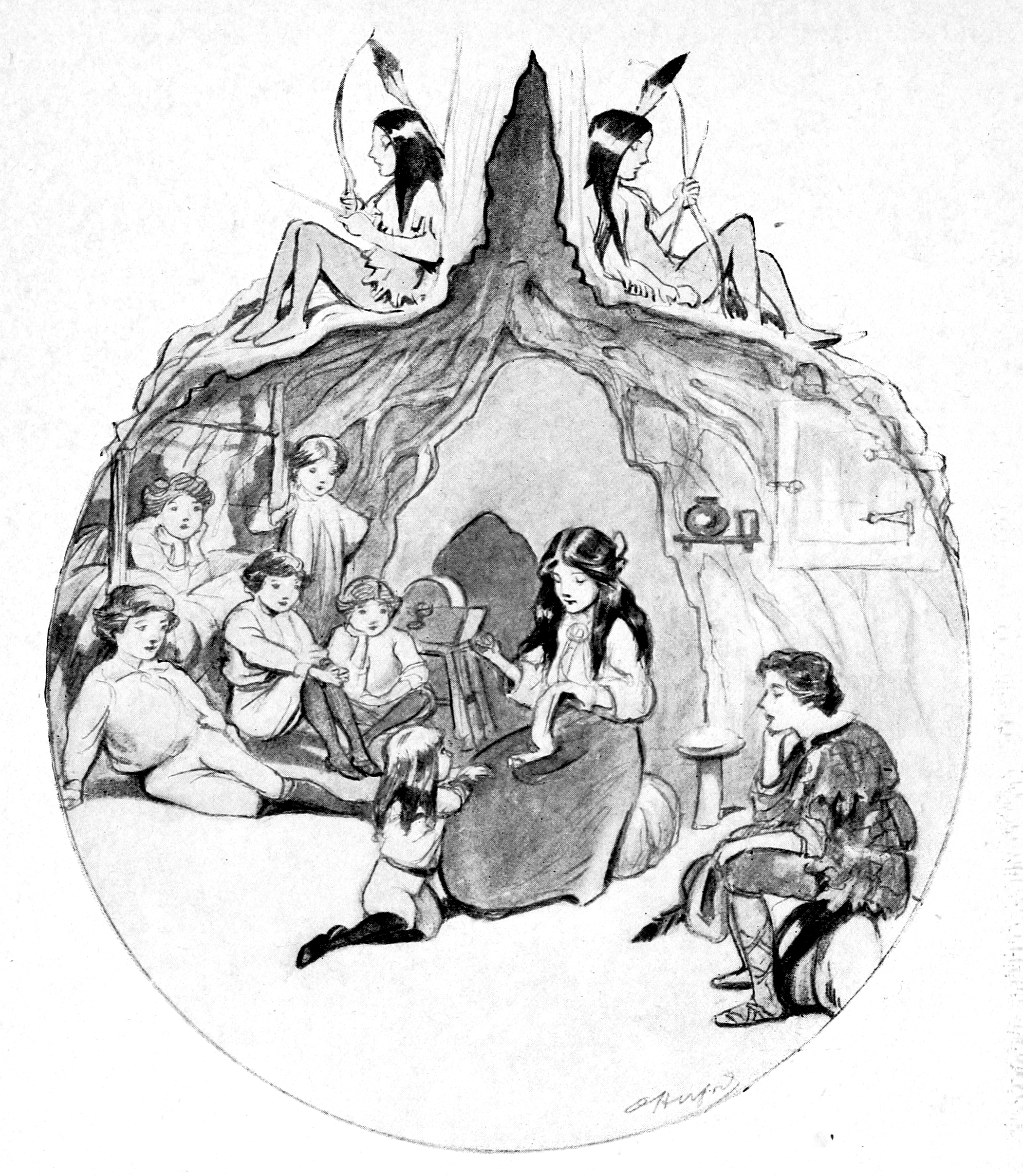
Wendy Darling che racconta una storia ai Bambini Perduti, rappresentata da Oliver Herford, "The Peter Pan Alphabet", Charles Scribner's Sons, New York, 1907.

- Flautino (Tootles) – Tootles è il più sfortunato e umile dei Bambini Perduti. Nonostante sia coraggioso quanto gli altri, ha avuto modo di partecipare a meno avventure perché ogni volta che accade qualcosa di avventuroso lui è involontariamente assente. È uno dei bimbi più legati a Wendy, la quale si rivolgerà spesso a lui per trovare manforte all'interno di battibecchi nel gruppo. Ironicamente, fu proprio lui a colpire Wendy la prima volta che i Bambini Perduti la incontrarono, a causa di uno scherzo di Campanellino. Una volta diventato grande, Flautino diventa un giudice.
- Pennino (Nibs) – Nibs viene descritto come "allegro e bonaccione". Dice che l'unica cosa che riesce a ricordare della madre è il fatto che desiderasse sempre avere un libretto d'assegni tutto per sé: "Non so cosa sia un libretto degli assegni, ma vorrei proprio regalarne uno a mia madre". Come Ricciolino e i Gemelli da grande lavorerà come geometra in un ufficio.
- Piumino (Slightly) – Slightly è il più presuntuoso dei Bambini Perduti. Pensa di ricordare i giorni prima che fosse diventato un Bambino Perduto, i loro usi e abitudini. Quando diventa grande, Piumino sposa una nobile, diventando egli stesso un Lord.
- Ricciolino (Curly) – Curly è il più molesto dei Bambini Perduti. Spesso, sotto lo sguardo accusatorio di Peter ai Bambini Perduti, capita che si dichiari responsabile di alcune monellerie che non ha nemmeno commesso. Come Pennino e i Gemelli da grande lavorerà in un ufficio.
- I Gemelli – Primo e Secondo Gemello di cui si conosce poco. L'autore ci dice che non è possibile descriverli "perché probabilmente descriveremo quello sbagliato". Peter non ha mai capito cosa fossero i gemelli, e al suo gruppo non era concesso sapere qualcosa che lui non sapesse. Per questo motivo quei i due bambini erano sempre rimasti sul loro vero essere, e facevano del loro meglio nel soddisfare gli altri stando sempre insieme. Come Pennino e Ricciolino da grandi anche loro due lavoreranno in un ufficio.

### Abitanti dell'Isola che non c'è

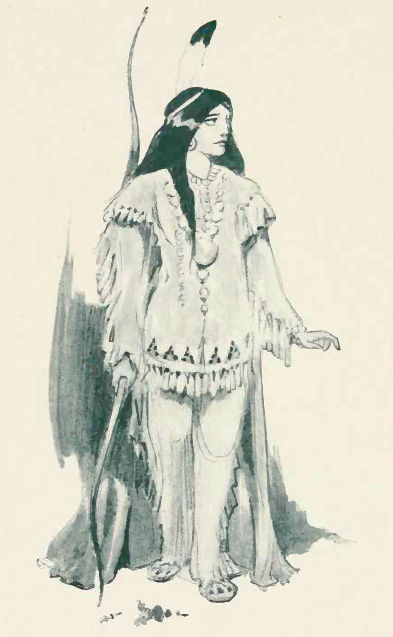
Giglio Tigrato rappresentata da Oliver Herford, "The Peter Pan Alphabet", Charles Scribner's Sons, New York, 1907.

- Giglio Tigrato - è l’orgogliosa e bella principessa della tribù dei Piccaninny, rappresentata in maniera tribale e oggi considerata stereotipata[9]. Giglio Tigrato era stata quasi uccisa da Capitan Uncino quand'era stata vista salire a bordo della Jolly Roger con un coltello in bocca. Tuttavia venne salvata da Peter cui mostrò sempre una certa riconoscenza.
- Tinker Bell (Campanellino/a) - è la fata di Peter Pan. Mentre nell'opera teatrale viene descritta semplicemente come una sfera di luce, nel romanzo il suo aspetto fisico viene maggiormente approfondito. Viene descritta come una comune fatina che aggiusta pentole e bollitori (da qui il suo nome "Tinker Bell" – Tinker in italiano significa "stagnino ambulante" o "aggiustare"). Qualche volta si dimostra maleducata e vendicativa soprattutto nei confronti di Wendy, gelosa delle speciali attenzioni che Peter le rivolge (Campanellino prova un certo affetto per Peter). La convivenza di sentimenti estremi nel suo essere trovano ragione, secondo Barrie, nel fatto che sia così piccola: "Le fate possono essere soltanto una cosa o l'altra, e non tutte e due insieme perché, essendo così piccole, hanno spazio sufficiente per ospitare un solo sentimento alla volta. Naturalmente possono cambiarlo via, però devono cambiarlo per intero". Quando Wendy tornerà sull'Isola che non c'è per le pulizie di primavera l’anno successivo, Peter si sarà già dimenticato di Campanellino, e ciò fa intuire a Wendy che la fatina non è più in vita.
- Capitan Giacomo Uncino - è il rancoroso pirata che vive per uccidere Peter Pan. Lo detesta così tanto non perché il bambino gli abbia tagliato una mano (che viene rimpiazzata da un uncino), ma perché lo ritiene troppo "impudente". È capitano della Jolly Roger, e si distingue dagli altri pirati per la sua nobile raffinatezza che fa intuire una diversa appartenenza sociale. Ha frequentato il college di Eton (nell'opera teatrale è intuibile da una battuta pronunciata dal capitano in punto di morte, ma questo fatto verrà poi confermato in "Captain Hook at Eton"), prima di diventare pirata e divenire ossessionato dall'essere "signorile". Uncino incontra la propria fine quando il Coccodrillo, che ha mangiato la sua mano, torna per finire il suo lavoro.
- Smee (Spugna) - è un pirata irlandese anticonformista e il nostromo della Jolly Roger. Smee è uno dei due pirati che sopravviverà al massacro di Peter Pan. Andrà in giro dicendo di essere l’unico uomo di cui Giacomo Uncino abbia mai avuto paura.
- Gentleman Starkey - un tempo assistente maestro in una scuola, Starkey è uno dei due pirati che sopravviverà al massacro di Peter Pan; finirà col diventare baby-sitter nella Tribù dei Piccaninny. Il suo cappello fu dato, da Peter Pan, all'Uccello che non c'è, come nido.
- Le Sirene - vivono nella Laguna della Sirene. Vengono descritte come creature belle e misteriose, eppure ugualmente vanesie e ostili. Queste tenteranno di schizzare o perfino affogare chiunque gli si avvicini troppo. Nel romanzo, una di loro tenterà di trascinare Wendy sott'acqua, ma verrà tempestivamente salvata da Peter. L’unico con cui sembrano andare d'accordo è Peter (ciò viene accennato nel romanzo, ma non nell'opera teatrale). Per i mortali è pericoloso stare nella Laguna delle Sirene soprattutto la notte, perché è allora che le creature cantano al chiaro di luna, e un pianto lamentoso attrae le potenziali vittime.
- Il coccodrillo - è la nemesi e il terrore di Capitan Uncino. Durante una battaglia, Peter tagliò la mano destra di Uncino e la diede in pasto a un coccodrillo che lo seguirà in ogni dove, bramando altre parti del suo corpo. Il coccodrillo ingerì anche una sveglia che ticchetta e avverte immediatamente il Capitano della sua presenza. Alla fine della storia, Capitan Uncino cade tra le fauci della bestia, che lo mangia in un sol boccone. La sveglia che ha ingerito rappresenta quanto manca ad Uncino per morire.

## Temi

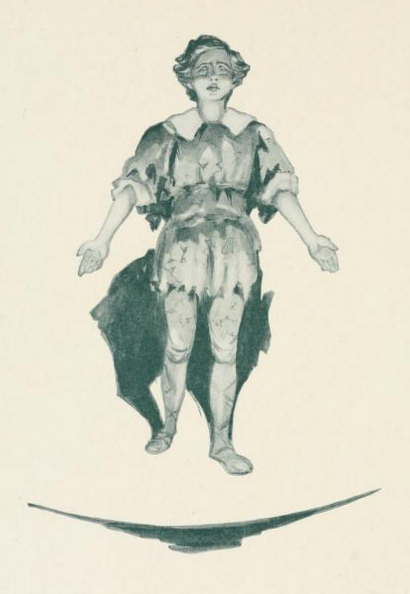
Peter Pan, il bambino che non voleva crescere. L'archetipo dell'infantilismo moderno.

La tematica principale delle avventure di Peter Pan è sicuramente il mito dell'eterna giovinezza e della celebrazione della volontà di non volere crescere ed è anche esso un racconto sul senso della vita. Tema che era già stato dichiaratamente posto come pilastro centrale del dialogo tra Alice e Humpty Dumpty in Attraverso lo specchio di Lewis Carol: "sette anni e sei mesi. Un'età molto scomoda! Se tu avessi seguito il mio consiglio, ti avrei detto: fermati a sette! Ma ormai è troppo tardi".
Coincidenza vuole che proprio all'età di sette anni, lo stesso James M. Barrie, si sia trovato costretto a sostituirsi, più o meno consapevolmente, al fratello maggiore per consolare la madre per la sua prematura scomparsa. David morì all'età di quattordici anni cadendo con i pattini in un lago ghiacciato. Molti biografici concordano nell'attribuire a questo episodio la "svolta esistenziale" dello scrittore. In questo modo lo scrittore perse irrimediabilmente la sua infanzia, costretto dalla madre ad immergersi nello studio ed aspettandosi da lui un comportamento da persona adulta. Barrie dichiarò:
Il mito dell'infanzia e la sua apologia, unitamente alla nostalgia del passato e alla paura di invecchiare sono sempre esistiti, ma Barrie ha voluto dire qualcosa di più inquietante. Quello che cerca di esprimere Barrie non è soltanto l'angoscia del venire alla luce ma anche quella di trasmettere l'idea di una storia "intensamente funerea": la morte che si contrappone al voler crescere. Peter Pan non è ormai più umano, ma un vero e proprio fantasma, fermo immobile in un limbo oltre il quale si celano gli orrori dell'età adulta. "Morire sarà un'avventura meravigliosa", aveva detto Peter Pan.
Peter Pan è l'archetipo dell'infantilismo moderno, e ne rappresenta anche la tragedia (da qui anche il nome della Sindrome di Peter Pan). È infatti impossibile, senza pagare un prezzo altissimo, restare o tornare ad essere bambini. Questo perché non si viene accettati dagli adulti e, soprattutto, perché l'infanzia è un mondo tutt'altro che innocente.
Viene quindi meno anche la visione pura e innocente dell'infanzia. I bambini vengono descritti come "esseri spensierati, innocenti e senza cuore". Lo stesso personaggio di Peter Pan ha indubbiamente delle caratteristiche che lo accomunano ad un demone. "Non vi traspare il demone che è in Peter" esclamò Barrie all'inaugurazione della statua dedicata all'eterno bambino, nei giardini di Kensington. Oltre al nome, Peter ha molti punti in comune con il dio Pan, dio dalla duplice natura umana e animale. Il flauto a più canne (detto appunto flauto di Pan) suonato con gran maestria da Peter Pan e il suo esser stato concepito originariamente a cavallo di una capra (vedi Peter Pan nei Giardini di Kensington) sono dei simboli evocativi di ciò. Peter risulta essere una creatura dalla moralità ambigua, che si nutre di favole e dice tutto quello che gli passa per la testa. Nel libro si fa persino riferimento al fatto che quando i Bambini Perduti "sembrano diventare adulti [...] li sfoltisce" (ossia li fa fuori). A questo si aggiunge anche una forte connotazione di ambiguità dal punto di vista sessuale (non a caso, nell'opera teatrale, Barrie volle che il personaggio di Peter venisse interpretato da una donna).
La madre è la figura centrale della storia proprio come lo fu Margaret Ogilvy, la reale madre di Barrie a cui dedicherà una biografia. La signora Darling viene rappresentata come una donna dedita ai propri figli, in grado di riversare un amore che neanche suo marito è in grado di eguagliare. Essa si contrappone alla madre di Peter Pan, ricordata a malincuore dallo stesso per aver sbarrato la finestra al suo ritorno, e alle stesse madri sbadate dei Bambini Perduti. Queste ultime sono spesso rimpiante, tant'è che i bimbi dell'isola chiederanno in ginocchio a Wendy di diventare la loro madre.

## Produzione teatrale

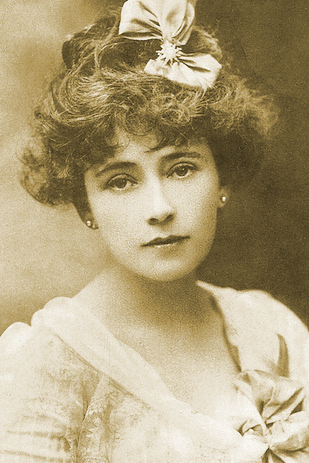
Nina Boucicault, che interpretò Peter Pan nella produzione originale. Oltre che un'ambiguità morale, Barrie voleva che Peter si caratterizzasse per la sua ambiguità sessuale.

La produzione teatrale originale si tenne al Duke of York's Theatre di London, il 27 dicembre 1904. Recitarono Gerald du Maurier nel ruolo di Capitan Uncino e Mr Darling, e Nina Boucicault nel ruolo di Peter Pan. I membri del gruppo di Peter Pan erano interpretati da Joan Burnett (Tootles), Christine Silver (Nibs), A. W. Baskcomb (Slightly), Alice DuBarry (Curly), Pauline Chase (Primo Gemello), Phyllis Beadon (Second Gemello). La ciurma di pirati era interpretata da: George Shelton (Smee), Sidney Harcourt (Gentleman Starkey), Charles Trevor (Cookson), Frederick Annerley (Cecco), Hubert Willis (Mullins), James English (Jukes), John Kelt (Noodler). Philip Darwin interpretò Great Big Little Panther, Miriam Nesbitt interpretò Giglio Tigrato e Ela Q. May interpretò Liza, (ironicamente accreditata come "Autrice dell'opera teatrale"). Il Primo Pirata fu interpretato da Gerald Malvern, il Secondo Pirata da by J. Grahame, Black Pirate da S. Spencer, il coccodrillo da A. Ganker e C. Lawton, e Ostrich da G. Henson.
Campanellino fu rappresentata sul palco come una guizzante luce "creata con un piccolo specchio mosso da fuori il palco, riflettente un piccolo cerchio di luce proveniente da una potente lampada" e la sua voce fu resa tramite "un collare di campane, due delle quali erano state comprate da Barrie in Svizzera". Tuttavia, una ragazza di nome "Jane Wren" o "Jenny Wren" era stata inserita nel cast della programmazione originale come interprete di Campanellino: inteso come uno scherzo che ingannò lo stesso ispettore delle tasse dell H.M., che inviò alla stessa una richiesta di pagamento tasse.
Nelle produzioni di Peter Pan si era soliti far interpretare i ruoli di Mr. Darling (il padre dei bambini) e Capitan Uncino dallo stesso attore. Tuttavia questo fu originariamente fatto semplicemente per sfruttare appieno l'uso dell'attore (i personaggi appaiono in differenti momenti durante la storia) senza alcun secondo fine tematico. Alcuni critici percepirono la somiglianza tra i due personaggi come una figura centrale della vita dei bambini. Questo portò inoltre ad un'intensa giustapposizione tra l'inoffensiva spavalderia di Mr. Darling e la pomposa vanità di Capitan Uncino.
Cecilia Loftus interpretò la parte di Peter nelle produzioni tra il 1905–1906. In quella del 1906–07 fu invece Pauline Chase ad interpretarlo durante la successiva stagione fino al 1914 a Londra, mentre Zena Dare fu Peter Pan per gran parte di quel periodo durante il tour. Jean Forbes-Robertson divenne un Peter Pan piuttosto conosciuto a Londra tra gli anni '20 e '30.
A seguito del successo dell'opera teatrale originale londinese, Charles Frohman lanciò una produzione a New York all'Empire Theatre of Varieties, nel 1905. In questa produzione ad interpretare il ruolo di Peter Pan fu Maude Adams, che venne associata a quel ruolo dal pubblico per i successivi cinquant'anni. Sempre negli Stati Uniti, lo spettacolo fu nuovamente prodotto a novembre e dicembre del 1928 nel Civic Repertory Theater, nel quale Eva LeGallienne interpretò il ruolo di Peter Pan. Tra gli adattamenti musicali (vedi anche il paragrafo "Trasposizioni"), quello più famoso negli Stati Uniti fu la prima versione musical americana prodotta a Broadway nel 1954, che fu in seguito registrata per essere trasmessa in televisione. Per diverse decadi, Mary Martin divenne l'attrice più associata al ruolo di Peter Pan negli Stati Uniti, anche se anche Sandy Duncan e Cathy Rigby ebbero un certo successo e fama in questo ruolo.

## Differenze tra opera teatrale e romanzo

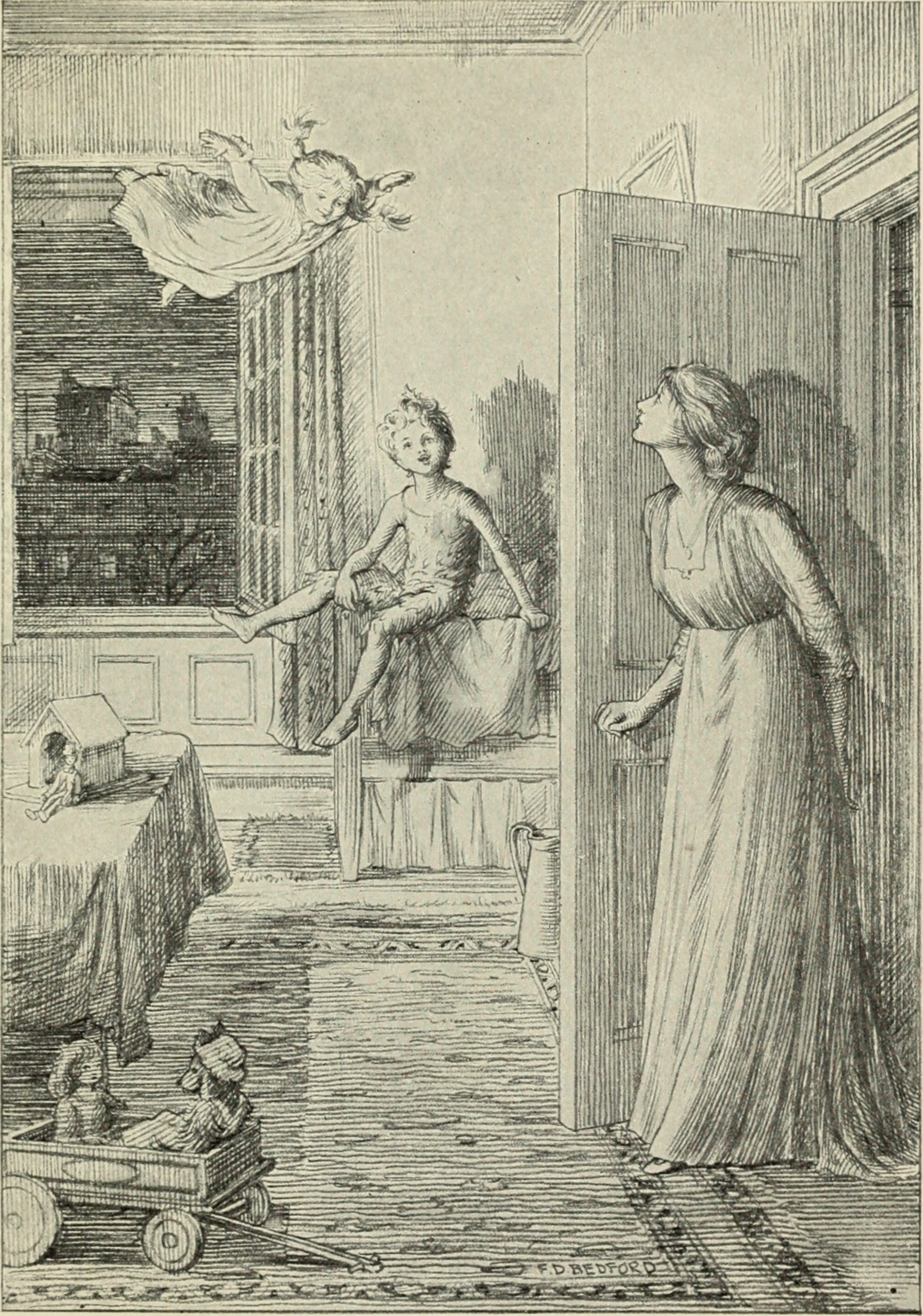
Peter ritorna da Wendy diversi anni dopo, quando lei ormai è diventata una vera madre. Questa scena non era presente nell'opera teatrale originale.

La trama è sostanzialmente la stessa, ma a distanza di ben sei anni tra le due opere, nel romanzo sono state fatte diverse aggiunte e cambiamenti. Alcune di queste sono:
- Nell'opera teatrale Peter non può essere toccato da nessuno a parte le fate. Nel libro non si fa cenno a ciò ed anzi Peter dà persino un bacio a Wendy (Campanellino cercherà di fermarla al secondo tentativo).
- Mentre nell'opera teatrale Campanellino viene descritta come una semplice sfera di luce, nel libro vengono date maggiori informazioni sul suo aspetto e sull'origine del suo nome.
- Nell'opera teatrale, la signora Darling ha più di un contatto con Peter prima della fuga dei bambini (il giorno in cui Nana cattura la sua ombra e il giorno stesso del rapimento, qualche ora prima - vede il suo viso oltre la finestra). Nel romanzo si fa cenno solamente all'episodio dell'ombra, anticipato dalla presenza di strane foglie sul davanzale della finestra nei giorni precedenti (dettaglio mancante nell'opera teatrale).
- Nell'opera teatrale, per sdebitarsi del ditale regalatogli da Wendy, Peter le dà in dono una ghianda, mentre nel romanzo le regala un bottone a forma di ghianda.
- Nel romanzo, le stelle sembrano avere una propria vita, aiutando addirittura Peter Pan a portare via con sé i bambini dei Darling. Nell'opera teatrale non si fa accenno a ciò.
- Nel romanzo, i signori Darling vengono avvisati da Nana dell'imminente fuga dei figli. Nell'opera teatrale si accenna solamente al fatto che arrivano poco dopo la loro partenza (facendo in tempo solamente ad essere pizzicati al naso da campanellino - dettaglio presente solamente nell'opera teatrale).
- Nel romanzo, si evidenziano le difficoltà economiche nelle quali stanno i Darling. Viene detto persino che avevano una tata cane perché non potevano permettersene una umana. Nell'opera teatrale si fa cenno all'ossessione per le finanze domestiche del signor Darling, ma nulla di più.
- Nel libro, viene descritta in modo dettagliato la scena del volo dei bambini verso l'isola. Viene descritto come i bambini abbiano difficoltà a dormire durante il volo e di come rubino il cibo dal becco degli uccelli per potersi cibare. Nell'opera teatrale il tutto è saltato con un semplice cambio di scena.
- La parte della laguna delle sirene si svolge diversamente. Nell'opera teatrale non vi è alcuno scambio giocoso tra le sirene e i bambini, che cercheranno di catturarne una riuscendo ad averne solo delle scaglie. Nel romanzo invece la vita nella laguna viene più approfondita. I Bambini Perduti e le sirene daranno vita ad un gioco con le bolle, molto simile al calcio e in cui John (Giovanni) introdurrà un nuovo modo di tirare le bolle: con il colpo di testa.
- Durante la scena dello scoglio, nella quale Peter e Wendy stanno per annegare, una sirena tenta di trascinare quest'ultima sott'acqua, ma viene tempestivamente salvata da Peter. Questo non viene menzionato nell'opera teatrale, così come il rapporto di amicizia tra Peter e le sirene.
- Nell'opera teatrale, Capitan Uncino si calerà all'interno del covo dei Bambini Perduti a fatica in quanto il passaggio era troppo stretto. Nel romanzo riuscirà ad entrarvi senza fatica grazie al fatto che fosse sceso attraverso l'entrata del bimbo perduto più grassottello, Pocheto. In quel caso sarà la maniglia della porta, troppo bassa per lui, a costringerlo ad avvelenare la medicina di Peter invece di cercare lo scontro diretto.
- Nel libro, dopo che Campanellino beve la medicina avvelenata per salvare Peter ed è sul punto di morire, il bambino la fa rinvenire incoraggiando i bambini di tutto il mondo a dire "Io credo alle fate". Nello spettacolo teatrale originale, Peter incoraggia gli spettatori stessi.
- Nell'opera teatrale, Capitan Uncino si getta volontariamente tra le fauci del coccodrillo dopo aver urlato il motto della sua università: "Floreat Etona"[24]. Nel romanzo Capitan Uncino, ormai senza speranze, incita Peter Pan a dargli un calcio e farlo cadere dalla nave per farlo sembrare meno "signorile". Nel cadere viene divorato dal coccodrillo.
- Nel romanzo manca del tutto lo scambio di battute dell'opera teatrale tra Lisa (o Liza) e Piumino (o Slightly), nel quale lei gli dirà che le avrebbe fatto da madre.
- Nell'opera teatrale (almeno quella originale) manca tutta la parte conclusiva in cui Wendy diventa adulta ed ha una figlia che prenderà il suo posto all'isola, Jane (questa a sua volta avrà una figlia Margaret a anch'essa prenderà il posto di Jane sull'isola).
- Nel 1908, venne aggiunto l'epilogo "When Wendy Grew Up – An Afterthought", pubblicato poi nel libro in prosa "Peter e Wendy". L'epilogo scritto per l'opera teatrale e quello per il romanzo mostrano delle differenze. Una delle più importanti è sicuramente il diverso peso e ruolo che viene dato a Nana. Nell'opera teatrale vengono date più informazioni sulla vita di Nana dopo il ritorno dei piccoli Darling a casa, ed è ancora viva e dorme sul letto di John. Nel romanzo Nana è già morta di vecchiaia e non viene raccontato quasi nulla della sua vita. Nel letto di John dorme invece la nuova tata, che bada a Jane sei giorni su sette. Nel libro venne introdotta inoltre la figura di Margaret (figlia di Jane) assente nel nuovo epilogo teatrale. In questo Wendy spera semplicemente che Jane abbia da grande una figlia femmina, per continuare a dare un'amica e una madre a Peter mentre lui rimarrà bambino.

## Sequel e altre opere derivate
Nel 2004, grazie anche al Great Ormond Street Hospital (dove Barrie aveva lasciato i diritti), fu pubblicato Peter Pan: Sfida al pirata rosso (Peter Pan In Scarlet), in cui Uncino esce dal coccodrillo, reincarnandosi, sempre da antagonista, col nome Ravello. Nel corso degli anni Peter Pan è diventato un personaggio così celebre e amato che col tempo sono stati scritti ed ispirate altre opere, teatrali e non (romanzi, fumetti e persino fan-fiction), prequel e sequel non canonici, che hanno talvolta Uncino per protagonista, od altri personaggi resi centrali. Furono anche scritti vari libri sulla storia di James Barrie e i bambini Davies.

## Trasposizioni
La figura del bambino che non vuole diventare maturo è stato punto di riferimento per musica, teatro, cinema e Tv. La versione più conosciuta è sicuramente quella di Walt Disney, ma è anche importante citare l'album di Edoardo Bennato Sono solo canzonette, basato su aspetti e personaggi della fiaba.

### Narrativa
The Peter Pan Picture Book, scritto da Daniel O'Connor nel 1907 e illustrato da Alice B. Woodward, fu un primo breve adattamento romanzato dell'opera teatrale, oltre che la prima versione illustrata della storia, ancor prima della pubblicazione del romanzo di Barrie. Un'ulteriore versione condensata del romanzo autorizzata da Barrie, venne pubblicata nel 1915 da May Byron con il titolo Peter Pan and Wendy, successivamente ripubblicata nel 1921 con illustrazioni di Mabel Lucie Attwell. Si trattò della prima volta in cui venne adottato questo titolo, in seguito riutlizzato svariate volte anche per il romanzo originale. Successivamente diversi autori si sono cimentati in opere che cercassero di aggiungere qualcosa all'universo creato da J.M. Barrie, incluso il seguito autorizzato Peter Pan in Scarlet. Diversi personaggi del romanzo sono apparsi in opere autonome, specialmente Campanellino, alla quale la Disney ha dedicato il franchise Disney Fairies, all'interno di cui venne pubblicata anche un'omonima serie di libri. Tutti i personaggi di Barrie sono di pubblico dominio in alcune giurisdizioni, e ciò ha permesso la proliferazione di sequel non autorizzati. Alcuni di questi sono molto controversi, come i sequel e i prequel di Dave Barry e Ridley Pearson, o anche Lost Girls - Ragazze perdute, un graphic novel sessualmente esplicito di Alan Moore e Melinda Gebbie in cui è presente il personaggio di Wendy Darling ed altri personaggi de Il meraviglioso mago di Oz e di Alice nel paese delle meraviglie.

### Lungometraggi
- Peter Pan (1924) - film muto (USA, 1924), diretto da Herbert Brenon, con Betty Bronson (Peter Pan), Ernest Torrence (Capt. Hook), Mary Brian (Wendy), Jack Murphy (John), Philippe De Lacy (Michael). Primo adattamento cinematografico della storia.
- Le avventure di Peter Pan (Peter Pan) - film d'animazione (USA, 1953), diretto da Clyde Geronimi, Wilfred Jackson e Hamilton Luske. Trasposizione dell'opera prodotta da Walt Disney, che resta complessivamente fedele alla trama originale, eliminando però alcuni particolari violenti, come la morte di Uncino.
- Peter Pan (1976), film televisivo musical con Mia Farrow nel ruolo di protagonista e Danny Kaye nel doppio ruolo del signor Darling e di Capitan Uncino.
- Peter Pan (Питер Пэн) (Unione Sovietica, 1987), musical sovietico televisivo in due parti girato negli studi bielorussi Belarusfilm.
- Peter Pan (Australia, 1988), mediometraggio direct-to-video prodotto dalla Burbank Films Australia.
- Hook - Capitan Uncino (Hook, 1991), regia di Steven Spielberg. Sequel della storia incentrato su un Peter Pan adulto, interpretato da Robin Williams.
- Peter Pan - Ritorno all'Isola che non c'è (Return to Never Land) - film d'animazione (USA, 2002), diretto da Robin Budd e Donovan Cook. Il film è il sequel del film della Disney Le avventure di Peter Pan.
- Peter Pan (2003), regia di P.J. Hogan. Adattamento relativamente fedele al romanzo e all'opera teatrale, ma nel quale vengono accentuate le problematiche adolescenziali dei due protagonisti.
- Neverland - Un sogno per la vita (Finding Neverland, 2004), regia di Marc Forster. Film biografico su J.M. Barrie, nel quale viene anche messa in scena l'opera teatrale originale.
- Trilli, serie di film incentrati sull'omonima fatina, prodotti dalla Disney a partire dal 2008 per il franchise Disney Fairies.
- Nella saga di Shrek, Peter Pan e Trilli compaiono nel primo capitolo, mentre nel secondo film e nel terzo Capitan Uncino e i suoi pirati appaiono come alleati di Principe Azzurro.
- Pan - Viaggio sull'Isola che non c'è (Pan, 2015), regia di Joe Wright. Storia delle origini di Peter Pan.
- Peter Pan : The Quest For The Never Book (2018) : Sequel e conclusione della serie animata Le nuove avventure di Peter Pan.
- Alice e Peter (Come Away), regia di Brenda Chapman (2020). Prequel delle storie di Alice e Peter Pan, immaginariamente dati per fratelli.
- Wendy (Wendy), regia di Benh Zeitlin (2020). Libera rinarrazione della storia.
- Cip & Ciop agenti speciali (Chip 'n Dale Rescue Rangers) regia di Akiva Schaffer (2022). Appare il personaggio di Peter Pan dal film Disney del 1953.
- The Lost Girls (2022), regia di Livina de Paolis-sequel e rivisitazione incentrato sulla nipote di Wendy.
- Peter Pan & Wendy (2023), regia di David Lowery - adattamento della versione animata Le avventure di Peter Pan del 1953.
- Peter Pan - Incubo nell'isola che non c'è (2025) - una rivisitazione horror che fa parte del franchise Twisted Childhood Universe.

### Serie televisive
- Peter Penguin, secondo segmento dell'episodio 2 della serie animata Hello Kitty's Furry Tale Theater con i personaggi di Hello Kitty (1987)
- Peter Pan (1989), episodio 20 della serie TV anime Funky Fables (Ponkikki meisaku wārudo).
- Peter Pan (Peter Pan no bōken, 1989), serie TV anime prodotta nell'ambito del progetto World Masterpiece Theater della Nippon Animation. La seconda metà della serie narra una nuova avventura appositamente ideata per l'adattamento televisivo, introducendo nuovi personaggi.
- Nel covo dei pirati con Peter Pan (Peter Pan and the Pirates) serie animata prodotta da Fox nel 1990, racconta diverse avventure inedite di Peter Pan e i suoi amici.
- Neverland - La vera storia di Peter Pan, miniserie prodotta nel 2011 in due puntate, prequel immaginario della storia.
- Wendy: Never Say Never serie televisiva con Meaghan Jette Martin (2011). Libera trasposizione ambientata in tempi moderni.
- Nella serie televisiva C'era una volta (Once Upon a Time, 2011-2018) a partire dalla seconda stagione viene introdotta L'Isola che non c'è con i personaggi di Capitan Uncino, Spugna e i Bambini Perduti. La terza stagione sancisce l'entrata in scena di Peter Pan (interpretato da Robbie Kay) in veste di antagonista principale della prima parte della terza stagione, della fata Campanellino e di Wendy.
- Jake e i pirati dell'Isola che non c'è (Jake and the Never Land Pirates, 2011-2016), serie animata basata sul franchise Disney Peter Pan.
- Le nuove avventure di Peter Pan (Les Nouvelles Aventures de Peter Pan, 2012), serie animata con 52 episodi in 2 stagioni.
- Nella serie animata italiana World of Winx (2018) appaiono diversi personaggi della storia.

### Teatro
- Peter Pan, musical del 1950, con Jean Arthur nel ruolo di protagonista e Boris Karloff nel ruolo di Capitan Uncino.
- Peter Pan, musical del 1954, le prime rappresentazioni avevano protagonista Mary Martin, mentre nei revival ha fatto da interprete Sandy Duncan. Nel 2014 è stato anche portato in TV con il titolo di Peter Pan Live!.
- Peter Pan, il musical, prodotto ed uscito nel 2006, con protagonisti Manuel Frattini e Martha Rossi. Lo spettacolo prende le musiche riorchestrate dall'album di Edoardo Bennato Sono solo canzonette.
- Finding Neverland, musical del 2012 basato sul film del 2004 Neverland - Un sogno per la vita.

### Musica
- Leonard Bernstein nel 1950 ha composto canzoni e musica di scena teatrale.
- Alla figura del bambino che non voleva crescere, nel 1973 la cantante Patty Pravo ha dedicato la canzone I giardini di Kensington, incisa nell'album Pazza idea, testo italiano originale di Maurizio Monti, cover del brano Walk on the wild side di Lou Reed. Il testo di Monti è completamente un'altra storia.
- Nel 1980 Edoardo Bennato ha realizzato un intero concept album basato su Peter Pan e gli altri personaggi della storia inventata da Barrie, con il titolo Sono solo canzonette.
- Enrico Ruggeri si è occupato del personaggio pubblicando nel 1991 un album dal titolo Peter Pan contenente anche la canzone con il medesimo titolo.
- Nella canzone dei Metallica Enter Sandman del 1991 il ritornello dice: "We're off to never never-land" ("stiamo andando all'isola che non c'è").
- Cristina D'Avena ha cantato due sigle televisive Mediaset riferite al personaggio: Peter Pan e Nel covo dei pirati con Peter Pan.
- Nel 2001 Giorgia nella sua canzone Un sole dentro al cuore contenuta nell'album Senza ali cita: "Dimmi cosa c'è di meglio che volare via come Peter Pan".
- L'album Marbles dei Marillion contiene un brano, Neverland, e diversi riferimenti sparsi nell'intero disco basati sulla storia di Peter Pan.
- Gli All Time Low nel 2012 hanno pubblicato la canzone Somewhere in Neverland, contenente molti collegamenti alla storia di Peter Pan.
- Nel 2014 i Dear Jack hanno fatto la canzone Wendy incisa nell'album Domani è un altro film (prima parte) e contenente molti collegamenti alla storia di Peter Pan.
- Nel 2016 Kelsea Ballerini ha dedicato una canzone intitolata al personaggio.
- Il 6 ottobre 2017 il cantautore Ultimo ha pubblicato il suo primo album d'esordio intitolato Pianeti, all'interno del quale è presente una canzone intitolata Wendy.[25] Nel 2018 Ultimo pubblicò il suo secondo album dedicato interamente alla storia di Peter Pan. All'interno del disco è presente il brano Peter Pan (Vuoi volare con me?) in cui l'artista sogna di vivere un'avventura quanto più simile a quelle di Peter Pan.

### Videogiochi
Nel corso degli anni sono usciti diversi videogiochi basati su Peter Pan. 
1. Peter Pan (1984, ZX Spectrum) – Videogioco d'avventura testuale con elementi grafici pubblicato da Hodder & Stoughton.
2. Peter Pan (1988, DOS/Amiga/Atari ST) – Avventura grafica educativa prodotta da Coktel Vision.
3. Peter Pan and the Pirates (1991, NES) – Platform ispirato alla serie animata Fox's Peter Pan & the Pirates, pubblicato da THQ.
4. Hook (1992, Arcade, SNES, Genesis, Sega CD, Game Boy, PC, Amiga) – Serie di adattamenti ispirati al film omonimo diretto da Steven Spielberg. Diverse versioni con gameplay differenti: platform, beat 'em up e avventura.
5. Peter Pan: A Story Painting Adventure (1993, DOS/Mac) – Avventura educativa per bambini, focalizzata sulla narrazione e l’interazione creativa.
6. La rivincita dei Cattivi ( 1999, CD Room ), videogioco di avventura Disney in cui l'isola che non c'è è uno dei mondi che deve essere salvato dal giocatore e dal Grillo Parlante.
7. Peter Pan: Return to Neverland (2002, GBA) – Tie-in dell’omonimo film Disney, in stile platform side-scroller.
8. Peter Pan: Adventures in Never Land (2002, PlayStation/PC) – Videogioco platform d'azione pubblicato da Ubisoft.
9. Peter Pan: The Legend of Never Land (2002, PlayStation 2) – Videogioco d’azione/avventura 3D sviluppato da Blue52, pubblicato solo in Europa e Giappone.
10. Peter Pan: The Motion Picture Event (2003, GBA) – Videogioco basato sul film live-action Peter Pan (2003), sviluppato da Saffire.
11. Peter Pan (2007, PlayStation 2) – Videogioco 3D prodotto da Phoenix Games, noto per la bassa qualità e distribuito in mercati europei selezionati.
12. Peter Pan’s Playground (2009, Nintendo DS/Wii) – Raccolta di mini-giochi e attività per bambini con ambientazione ispirata a Neverland.
13. Okashi na Shima no Peter Pan: Sweet Never Land (2011, PSP) – Visual novel giapponese in stile romantico, mai pubblicata fuori dal Giappone.
14. Peter Pan Puzzle (2014, iOS/Android) – Puzzle game mobile a tema fiabesco.
15. Wonderland: Peter Pan (2019, Android) – Avventura narrativa interattiva con grafica per bambini.
16. Kingdom Hearts (serie, 2002–presente) – Peter Pan e L'Isola che non c'è appaiono come mondo visitabile in vari capitoli (Kingdom Hearts, Chain of Memories, 358/2 Days). Peter Pan è anche un personaggio invocabile.
17. Disney Infinity (serie, 2013–2016) – Trilli è un personaggio giocabile. Peter Pan è stato previsto per Disney Infinity 3.0, ma mai pubblicato ufficialmente.
18. Disney Magic Kingdoms (2016, iOS/Android) – Gioco di gestione parco a tema dove è possibile sbloccare Peter Pan, Wendy, Capitan Uncino e altre attrazioni ispirate all’universo Disney.
19. Pixie Hollow (2008–2013, Browser) – MMO ambientato nel mondo delle fate Disney, con Tinker Bell e riferimenti alla mitologia di Peter Pan.

### Fumetti
- Nel 2002 Peter Pan è il protagonista del fumetto omonimo pubblicato dalla Disney. La trama è fedelmente ispirata al cartone animato. In Italia è arrivato nel 2003 in una raccolta di fumetti Disney della collana Oscar Mondadori.
- Dal 1990 al 2004 l'autore francese Regis Loisel ha tratto ispirazione dalla storia di Peter Pan per l'opera, in 6 volumi, dai titoli Londra, Opikanoba, Tempesta, Mani Rosse, Uncino e Destini, pubblicata prima da Phoenix, poi da Magic Press, successivamente da Edizioni BD sotto forma di raccolta dal titolo Peter Pan - L'integrale, ora proposta da Alessandro Editore.
- Sono stati scritti diversi manga sul personaggio.
- Tra i vari personaggi dei fumetti, Dylan Dog si è trovato ad avere a che fare con Peter Pan in più occasioni: nell'albo 115 intitolato L'Antro della Belva e successivamente nel 154, Il Battito del Tempo. Nel primo albo si vede come Peter Pan, una volta cresciuti Wendy, John, Michael e tutti i Bambini Perduti, si trovi sempre più solo perché tutte le bambine che ha portato con sé all'Isola che non c'è sono invecchiate e hanno perso la capacità di volare; nel secondo si immagina che la storia abbia un seguito subito dopo l'inseguimento di Capitan Uncino da parte del Coccodrillo. L'isola è stata svuotata di tutti i personaggi che hanno intrapreso altre carriere (in una vignetta si vedono addirittura le sirene che fondano un gruppo musicale diventando le Spice Girls) e tra questi ci sono anche Peter Pan e Campanellino che hanno deciso di vivere sulla Terra mantenendo però il loro aspetto giovane (non solo: Campanellino, per tenerlo sempre con sé, ha fatto un incantesimo alla mente di Peter, lasciandogliela bloccata all'età infantile mentre il suo corpo è quello di un uomo). Gli ex Bambini Perduti, fattisi anziani, sentono una forte invidia per loro e decidono di violentare la fata per riacquistare la loro giovinezza. Solo l'intervento di Dylan Dog può salvare la strage dettata dalla vendetta di Campanellino. C'è anche una sorta di versione punk del personaggio nell'albo 114, La Prigione di Carta in cui un Peter Pan chiamato Peter Punk accompagnato da una Campanellino rocker fa un enigma riguardante Sid Vicious ad alcuni ragazzi prima di ucciderli.
- Anche la serie Martin Mystère si è occupata della vicenda di Peter Pan, in particolare negli albi nn. 85 e 86 (rispettivamente I misteri di Londra e La terra che non c’è) e in seguito la vicenda viene ripresa nell'albo n. 280 ("Ritorno alla terra che non c'è"). Nei primi due albi i protagonisti conoscono Peter Pan oramai invecchiato in quanto ha deciso di abbandonare la sua terra e vivere nel mondo moderno e scoprono che l'Isola che non c'è è in realtà un quartiere di Londra che nell'800 viene isolato tramite muri e recinzioni dal governo inglese. Con il tempo il quartiere viene dimenticato da tutti e i suoi abitanti vivono in una vita immortale. Nell'ultimo albo si scopre invece la vera natura di Peter Pan che sarebbe la reincarnazione di una divinità celtica dei boschi e Campanellino altri non è che il suo spirito guida, rapita da Wendy che così è potuta tornare giovane e affascinante a costo di uccidere Peter e tutti gli abitanti del quartiere dimenticato.

## Edizioni italiane
- Peter Pan e Wendy, traduzione di S.F., illustrazioni di Gustavino, Firenze, R. Bemporad & figlio, 1922, pp. 124.
- Peter Pan, trad. di Milly Dandolo, Milano-Roma, Bompiani, 1939; col titolo Peter Pan. Peter Pan nei Giardini di Kensington. Peter e Wendy, Introduzione di Luca Scarlini, con uno scritto di Giorgio Manganelli, conferenza inedita dell'Autore, Collana ET Biblioteca n.41, Torino, Einaudi, 2010 [ebook, 2008]; Collana ET Classici, Einaudi, 2023.
- Peter Pan, trad. di Pina Ballario, Milano, Mondadori, 1953-2023.
- Peter Pan nei giardini di Kensington, Introduzione e trad. di Renato Gorgoni, Milano, BUR-Rizzoli, 1981, 2014.
- Peter Pan, trad. di Aurelia Scorsone, illustrazioni di Arthur Rackham e Francis Donkin Bedford,[26] Collana Bur deluxe, Milano, BUR, 2015, ISBN 978-88-170-8091-0, pp. 384.
- Peter Pan. Il bambino che non voleva crescere, trad. di P. Farese, Collana UEF. I Classici, Milano, Feltrinelli, 2015, pp. 208, ISBN 978-88-079-0202-4.
- Peter Pan. Peter Pan in Kensington Gardens. Peter and Wendy, trad. di Giorgio Ghiotti, Collana I Classici, Milano-Firenze, Bompiani, 2019, ISBN 978-88-301-0078-7.